# Marian Farquharson
Pour les articles homonymes, voir Farquharson.
Marian Sarah Ogilvie Farquharson, née Ridley, le 2 juillet 1846 à West Meon, dans le Hampshire, et morte le 20 avril 1912 à Nice, est une naturaliste et militante des droits des femmes britannique. Elle est la première femme membre de la Royal Microscopical Society, et elle est surtout connue pour sa campagne en faveur de l'accès des femmes aux sociétés savantes, particulièrement la Linnean Society of London, dont elle est élue membre en 1908.

## Biographie
Marian Sarah Ridley est la fille aînée du pasteur Nicholas James Ridley et de Frances Joucriet. Elle est d'abord éduquée à domicile, puis elle prend des cours à Londres. En 1881, elle publie A Pocket Guide to British Ferns un livre sur les Fougères. 
En 1883, elle épouse Robert Francis Ogilvie Farquharson, naturaliste originaire de la région d'Alford (Aberdeenshire), où elle s'installe. Le couple participe aux activités de plusieurs sociétés savantes écossaises, notamment l'East of Scotland Union of Naturalists et le Alford Field Club. Marian Farquharson poursuit ses recherches en histoire naturelle et publie deux articles dans le Scottish Naturalist. Le 8 avril 1885, elle est la première femme élue membre de la Royal Microscopical Society (en), tout en étant privée du droit de participer aux réunions de la société ou de voter.

## Actions en faveur du droit des femmes à être membres de sociétés savantes

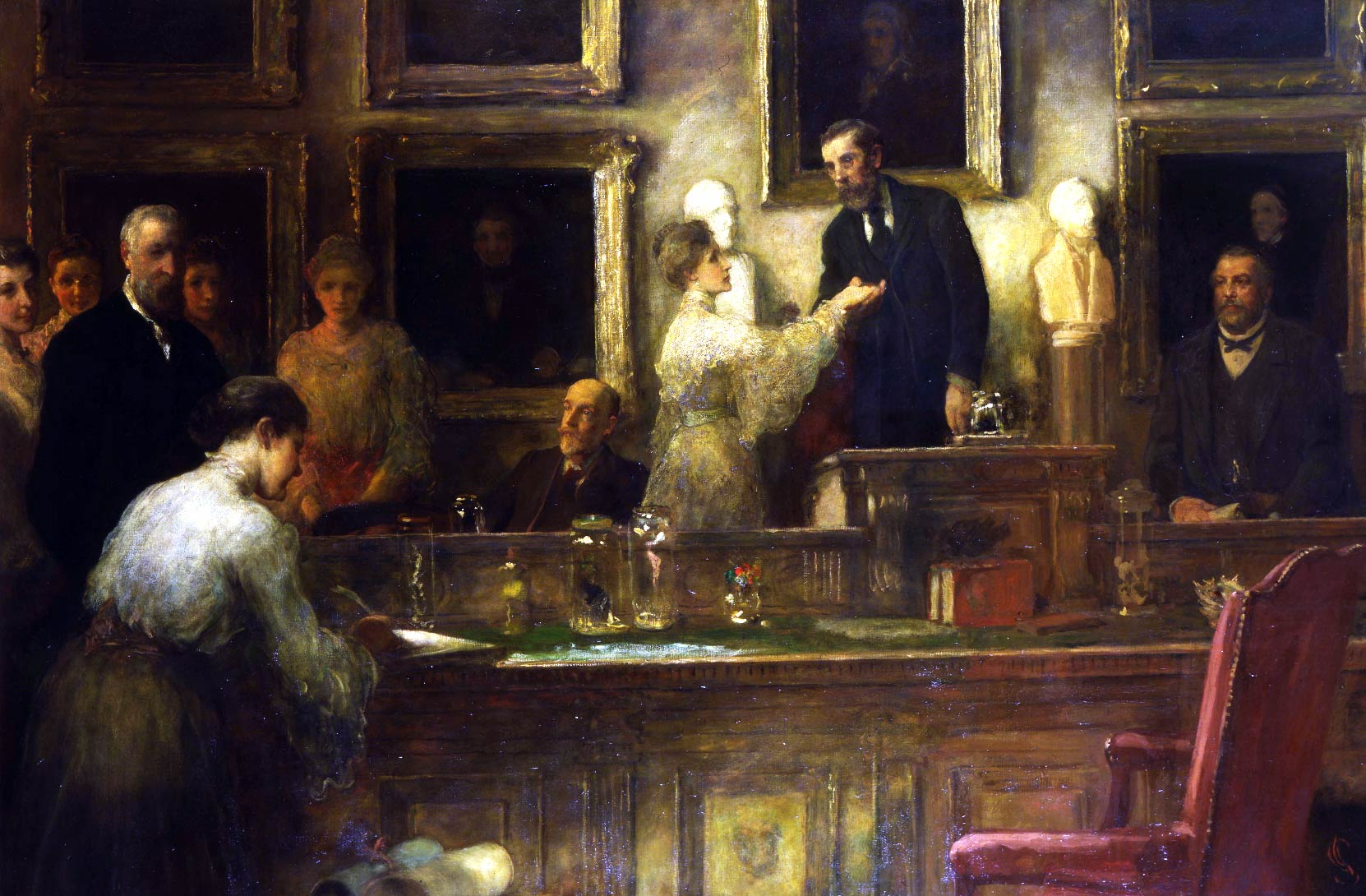
La première admission de femmes membres de la Société Linnéenne de Londres, 1905

Après la mort de son mari en 1890, Farquharson s'investit en faveur du droit pour les femmes d'être membres à part entière des sociétés savantes. Elle fonde et préside la Scottish Association for Promotion of Women's Public Work.
Le 18 avril 1900, Farquharson écrit à la Royal Society et à la Linnean Society of London en indiquant que les femmes « dûment qualifiées devraient bénéficier d'une pleine admission comme membres des sociétés scientifiques et autres sociétés savantes ». La société linnéenne lui oppose alors un refus, arguant du fait qu'une telle requête ne peut être formulée que par un membre de la société. L'ancien président de la société, John Lubbock, soumet alors la même requête le 7 juin, au nom de Marian Farquharson, à nouveau refusée par la société linnéenne le 28 juin, qui estime que la charte royale qui organise son activité ne pourrait sans doute pas s'appliquer aux femmes. La Royal Society quant à elle oppose la même fin de non recevoir, pour les mêmes raisons. En 1901, Marian Farquharson renouvelle sa demande, avec l'appui d'un membre du conseil de la Linnean, F. DuCane Godman, et du secrétaire de la section zoologique, G. B. Howes, puis en novembre, avec l'appui de Reynolds Green, un autre membre du conseil. Finalement, en 1902, le comité de la société accepte de solliciter une modification de la charte royale, ce qui est fait en décembre 1903, pour permettre aux femmes de devenir membres de plein droit. Les candidatures d'une quinzaine de femmes sont examinées le 15 décembre 1904. Elles sont toutes élues, à l'exception de Marian Farquharson. Farquharson n'est pas élue avant 1908, où sa candidature est à nouveau soumise le 5 mars. Toutefois, en raison de la dégradation de son état de santé, elle n'est pas en mesure de signer le registre des membres de la société. Elle meurt à Nice le 20 avril 1912 et est enterrée au côté de son époux, à Alford, le 21 mai 1912.

## Distinctions
- 1885 : membre de la Royal Microscopical Society
- 1908 : membre de la Linnean Society

## Publications
- A Pocket Guide to British Ferns [Un Guide de poche des fougères britanniques]  (1881) (en ligne)
- Notes on mosses of the north of Scotland, Scottish Naturalist, vol. 8, 1885-1886, p. 381 (en ligne)
- Ferns and mosses of the Alford district  Scottish Naturalist, vol. 10, 1889-1890, p. 193-198